# Ї Цзін-Цянь
Ї Цзін-Цянь (нар. 28 лютого 1974) — колишня китайська тенісистка.
Найвищу одиночну позицію світового рейтингу — 69 місце досягла 22 липня 1996, парну — 206 місце — 26 жовтня 1998 року.
Здобула 13 одиночних та 6 парних титулів туру ITF.
Найвищим досягненням на турнірах Великого шолома було 3 коло в одиночному розряді.
Завершила кар'єру 2001 року.

## WTA Фінали

### Одиночний розряд (0-2)
| Результат | Ранг | Дата              | Турнір                                      | Покриття | Суперниця      | Рахунок  |
| --------- | ---- | ----------------- | ------------------------------------------- | -------- | -------------- | -------- |
| Поразка   | 1.   | 2 жовтня 1995     | Commonwealth Bank Tennis Classic, Індонезія | Тверде   | Ван Си-тін     | 1–6, 1–6 |
| Поразка   | 2.   | 13 листопада 1995 | Pattaya Women's Open, Таїланд               | Тверде   | Барбара Паулюс | 4–6, 3–6 |

## Фінали ITF
| турніри $75,000 |
| турніри $50,000 |
| турніри $25,000 |
| турніри $10,000 |

### Одиночний розряд (13–9)
| Результат | Ранг | Дата             | Турнір                                 | Покриття | Суперниця           | Рахунок             |
| Перемога  | 1.   | 10 лютого 1992   | Бангкок, Таїланд                       | Тверде   | Чень Лі             | 6–7, 6–3, 6–0       |
| Перемога  | 2.   | 24 лютого 1992   | Соло, Індонезія                        | Тверде   | Чень Лі             | 6–3, 6–4            |
| Перемога  | 3.   | 14 червня 1993   | Пекін, КНР                             | Тверде   | Тан Мінь            | 6–0, 6–4            |
| Поразка   | 4.   | 21 червня 1993   | Тяньцзінь, КНР                         | Тверде   | Чень Лі             | 5–7, 6–2, 5–7       |
| Перемога  | 5.   | 20 березня 1994  | Сарагоса, Іспанія                      | Ґрунт    | Роса Марія Льянерас | 7-5, 6-1            |
| Перемога  | 6.   | 28 березня 1994  | Аліканте, Іспанія                      | Ґрунт    | Гала Леон Гарсія    | 7–6(2), 6–7(7), 6–2 |
| Поразка   | 7.   | 19 грудня 1994   | Маніла, Філіппіни                      | Тверде   | Кім Ин Ха           | 1–6, 4–6            |
| Перемога  | 8.   | 24 липня 1995    | Солсбері, США                          | Тверде   | Ванесса Вебб        | 7–5, 4–6, 7–6(4)    |
| Поразка   | 9.   | 31 липня 1995    | Остін, США                             | Тверде   | Чень Лі             | 1–6, 6–2, 4–6       |
| Перемога  | 10.  | 4 вересня 1995   | Тяньцзінь, КНР                         | Тверде   | Лі Лі               | 6–1, 6–4            |
| Перемога  | 11.  | 3 листопада 1997 | Пекін, КНР                             | Тверде   | Кім Ин Ха           | 6–3, 7–5            |
| Поразка   | 12.  | 26 квітня 1998   | Шеньчжень, КНР                         | Тверде   | Кім Ин Ха           | 3–6, 1–6            |
| Поразка   | 13.  | 10 травня 1998   | Сеул, Південна Корея                   | Ґрунт    | Choi Ju-yeon        | 3–6, 5–7            |
| Перемога  | 14.  | 19 липня 1998    | Циндао, КНР                            | Тверде   | Дін Дін             | 6–2, 6–3            |
| Поразка   | 15.  | 28 березня 1998  | Атланта, США                           | Тверде   | Джолен Ватанабе     | 1-6, 4-6            |
| Поразка   | 16.  | 26 вересня 1999  | Керкленд, США                          | Тверде   | Лі Фан              | 3–6, 6–2, 1–6       |
| Перемога  | 17.  | 17 жовтня 1999   | Брисбен, Австралія                     | Тверде   | Сібіль Баммер       | 6-4, 6-1            |
| Перемога  | 18.  | 5 березня 2000   | Ченду, КНР                             | Тверде   | Олена Бовіна        | 6–1, 6–2            |
| Перемога  | 19.  | 6 березня 2000   | Хайкоу, КНР                            | Тверде   | Каталін Мароші      | 4–6, 6–0, 6–1       |
| Перемога  | 20.  | 10 квітня 2000   | Ла-Каньяда-Флінтридж (Каліфорнія), США | Ґрунт    | Россана де лос Ріос | 3–6, 7–5, 6–3       |
| Поразка   | 21.  | 20 серпня 2000   | Бронкс, США                            | Тверде   | Даніела Гантухова   | 4–6, 4–6            |
| Поразка   | 22.  | 29 квітня 2001   | Сеул, Південна Корея                   | Тверде   | Кім Ин Ха           | 4–6, 2–6            |

### Парний розряд (6–5)
| Результат | Ранг | Дата             | Турнір                                         | Покриття | Партнерка        | Суперниці                         | Рахунок          |
| --------- | ---- | ---------------- | ---------------------------------------------- | -------- | ---------------- | --------------------------------- | ---------------- |
| Поразка   | 1.   | 7 жовтня 1991    | Мацуяма, Японія                                | Тверде   | Дженніфер Сарет  | Паулетте Морено Дженні Бірн       | 6–1, 4–6, 4–6    |
| Перемога  | 2.   | 17 лютого 1992   | Бандунґ, Індонезія                             | Тверде   | Чень Лі          | Доносіро Мамі Суґіяма Ай          | 4–6, 6–3, 6–4    |
| Перемога  | 3.   | 24 лютого 1992   | Суракарта                                      | Тверде   | Чень Лі          | Мімма Черновіта Наталія Соетрісно | 6–2, 6–2         |
| Перемога  | 4.   | 14 червня 1993   | Пекін, КНР                                     | Тверде   | Чень Лі          | Kim Yeon-sook Kim Ih-sook         | 6–4, 6–1         |
| Поразка   | 5.   | 21 червня 1993   | Тяньцзінь, КНР                                 | Тверде   | Чень Лі          | Kim Hye-jeong Seo Hye-jin         | 2–6, 2–6         |
| Перемога  | 6.   | 19 грудня 1994   | Маніла, Філіппіни                              | Тверде   | Чень Лі          | Ісіда Кейко Park In-sook          | 6–2, 7–5         |
| Поразка   | 7.   | 2 вересня 1996   | Пекін, КНР                                     | Тверде   | Чень Лі          | Чень Цзінцзін Лі Лі               | 6–2, 5–7, ret.   |
| Поразка   | 8.   | 3 листопада 1997 | Пекін, КНР                                     | Тверде   | Чень Цзінцзін    | Ісіда Кейко Наґатомі Кейко        | 6–7(4), 6–1, 3–6 |
| Перемога  | 9.   | 19 липня 1998    | Циндао, КНР                                    | Тверде   | Лі Лі            | Ху Чін-Бі Сатоко Куріока          | 6–4, 6–2         |
| Поразка   | 10.  | 3 серпня 1998    | Лексінгтон (Кентуккі), Сполучені Штати Америки | Тверде   | Нірупама Санджив | Аманда Грем Бріанн Стюарт         | 4–6, 6–1, 3–6    |
| Перемога  | 11.  | 31 січня 2000    | Клірвотер, США                                 | Тверде   | Чо Юн Чон        | Сандра Качіч Ліндсей Лі-Вотерс    | 6–4, 7–6(7)      |